# Glückspunkt (Lebensmittelindustrie)
Als Glückspunkt (englisch bliss point) wird in der Lebensmittelforschung jener Punkt bezeichnet, an dem ein Lebensmittel für die meisten Verbraucher optimal schmecken soll. Die Lebensmittelindustrie bedient sich dieser Erkenntnis bei ihrer Produktentwicklung quer durch alle Sparten.

## Begriffsherkunft
Bei der Entwicklung von industriell hergestellten Lebensmitteln ist der Glückspunkt jene Menge einer Zutat wie Salz, Zucker oder Fett, die das Produkt optimieren soll. Der amerikanische Marktforscher und Psychophysiker Howard Moskowitz leistete Pionierarbeit auf dem Gebiet des sogenannten „Glückspunktes“. Er ist für seine erfolgreiche Arbeit bei der Produktentwicklung und -optimierung für Lebensmittel von Spaghettisauce bis hin zu alkoholfreien Getränken bekannt. Moskowitz beschreibt den Glückspunkt als „das sensorische Profil, in dem man am liebsten isst“.
Der „Glückspunkt“ für Salz, Zucker oder Fett ist jener Bereich, in dem die Wahrnehmung besteht, dass es weder zu viel noch zu wenig gibt, sondern die „genau richtige“ Menge an Salzigkeit, Süße oder Fülle vorherrscht. Der menschliche Körper hat sich dahingehend entwickelt, solche Nahrungsmittel zu bevorzugen, die diesen Geschmack haben. Das Gehirn antwortet folglich mit einer „Belohnung“ in Form einer Endorphinausschüttung; es merkt sich, was gut getan hat, um diese Belohnung zu erhalten, und macht Lust, es erneut zu tun. Das initiiert einen Effektlauf durch Dopamin, einen Neurotransmitter, der sich ständig wiederholt.
Kombinationen aus Zucker, Fett und Salz wirken synergetisch und sind psychisch lohnender als alle anderen Stoffkombinationen. Bei der Optimierung von Lebensmitteln geht es besonders darum, zwei oder drei dieser Nährstoffe an ihrem „Glückspunkt“ einzubeziehen, um das Produkt möglichst gut zu verkaufen.

## Rezeption
Der Begriff „Glückspunkt“ und seine Auswirkungen auf alle Verbraucher weltweit wird in der 2014 erschienenen Dokumentation Voll verzuckert (engl. That Sugar Film) von Damon Gameau entfaltet.